# William Abbott Oldfather
William Abbott Oldfather (* 23. Oktober 1880 in Urmia in Persien; † 27. Mai 1945 in Homer, Illinois) war ein US-amerikanischer Klassischer Philologe, der ab 1909 als Professor of Classics an der University of Illinois wirkte.

## Leben
William Abbott Oldfather wurde in Urmia in Persien geboren. Seine Eltern Jeremiah M. Oldfather und Felicia Narcissa Rice Oldfather waren presbyterianische Missionare. Sein jüngerer Bruder war der Philologe und Althistoriker Charles Henry Oldfather (1887–1954).
Oldfather studierte am Hanover College und an der Harvard University, wo er 1901 den Bachelor und 1902 den Master absolvierte. Anschließend arbeitete er von 1903 bis 1906 als Dozent an der Northwestern University und ging dann nach Europa an die Universität München, um seine Studien zu vertiefen und seine wissenschaftliche Arbeitsweise zu vervollkommnen. 1908 wurde er bei Otto Crusius mit der Dissertation Lokrika: Sagengeschichtliche Untersuchungen promoviert.
Nach seiner Rückkehr in die USA wurde Oldfather zunächst Assistant Professor für Latinistik an der Northwestern University. 1909 ging er als Associate Professor of Classics an die University of Illinois, wo er bis zu seinem Lebensende lehrte und forschte. Er gehörte zu den letzten Vertretern seiner Wissenschaft in den USA, die ihre wissenschaftliche Schulung in Deutschland empfangen hatten. Auch nach dem Ersten Weltkrieg, als der wissenschaftliche Austausch zwischen Deutschland und dem Rest der Welt zurückging, vertrat Oldfather die Methoden seiner Münchner Lehrer und trug so zum Aufstieg der Klassischen Philologie in den USA bei. Er engagierte sich auch für den Erwerb der umfangreichen Privatbibliothek Johannes Vahlens (1913), die mit 10.000 Büchern und 15.000 Sonderdrucken des 19. Jahrhunderts die Bestände der Universität ergänzte. 1926 wurde Oldfather Leiter des Instituts für Altertumswissenschaft. Von 1933 bis 1934 war er Sather-Gastprofessor an der University of California, Berkeley (ein Jahr vor Werner Jaeger). 1934 wurde er in die American Academy of Arts and Sciences gewählt. Von 1935 bis 1942 war er Vorsitzender des Instituts für Sprach- und Literaturwissenschaft an der University of Illinois. Oldfather war außerdem 1938 Präsident der American Philological Association. Am 27. Mai 1945 starb er im Homer Park: Während einer Kanu-Exkursion mit seinen Absolventen ertrank er.
Seit dem 22. September 1902 war Oldfather mit Margaret Agnes Giboney verheiratet.

## Leistungen
William Abbott Oldfather war einer der führenden amerikanischen Altphilologen seiner Zeit. Er veröffentlichte über 250 selbständige Schriften und fast 500 Artikel für Paulys Realencyclopädie der classischen Altertumswissenschaft (RE). Seine Beteiligung an diesem Unternehmen zeigt seinen Anspruch, die internationale Zusammenarbeit der Klassischen Philologie zu fördern. Er wirkte insbesondere in den USA als Wissenschaftsorganisator und bildete eine philologische Schule an der University of Illinois, aus der in 37 Jahren 46 Dissertationen hervorgingen.
Oldfather widmete sich in seiner Forschungsarbeit auch der lateinischen Sprachforschung, besonders im Bereich der Lexik. Er förderte die internationale Zusammenarbeit am Thesaurus Linguae Latinae und veröffentlichte Indices Verborum (Wortverzeichnisse) zu verschiedenen römischen Autoren, die bis heute den aktuellen Stand der Forschung bilden.